# 太陽のかけら (白石涼子の曲)
「太陽のかけら」（たいようのかけら）は、声優の白石涼子の曲である。及川眠子の作詞、平川達也の作曲による。白石も出演し、2006年4月から7月まで放送されたテレビアニメ『ひまわりっ!』のオープニング主題歌として使用された。 
シングルは、白石単独のシングルとして『太陽のかけら』が同年4月26日に、eufoniusによる同アニメのエンディング主題歌「ぐるぐる〜Himawari version〜」とのカップリングによる両A面シングル『太陽のかけら/ぐるぐる〜Himawari version〜』が同年5月10日に、相次いで発売された。 

## シングル「太陽のかけら」
シングル『太陽のかけら』は、白石涼子の1作目のシングルとして、2006年4月26日にキングレコードから発売された（規格品番KICM-1163）。

### 「太陽のかけら」収録曲
1. 太陽のかけら（4:03）
作詞：及川眠子、作曲：平川達也、編曲：伊藤心太郎
  - テレビアニメ『ひまわりっ!』オープニング主題歌
2. ラヴ Diamond（4:08）
  - 作詞：只野菜摘、作曲：川添智久、編曲：伊藤心太郎
3. 春だよ（4:42）
  - 作詞：有森聡美、作曲：小柳"cherry"昌法、編曲：伊藤心太郎
4. 太陽のかけら（off vocal version）
5. ラヴ Diamond（off vocal version）
6. 春だよ（off vocal version）

## シングル「太陽のかけら/ぐるぐる〜Himawari version〜」
シングル『太陽のかけら/ぐるぐる〜Himawari version〜』は、2006年5月10日にキングレコードから発売された（規格品番KICM-3120）。白石涼子のシングルには数えられていない。 
「ぐるぐる〜Himawari version〜」は、eufoniusによる『ひまわりっ!』のエンディング主題歌である。オリジナル・バージョンは2003年に同人音楽として発表されているが、「Himawari version」では曲のテンポを上げ、歌詞も一部変更している。

### 「太陽のかけら/ぐるぐる〜Himawari version〜」収録曲
1. 太陽のかけら
作詞：及川眠子、作曲：平川達也、編曲：伊藤心太郎
歌：白石涼子
2. ぐるぐる〜Himawari version〜
作詞：riya、作曲・編曲：菊地創
歌：eufonius
3. 太陽のかけら（off vocal ver.）
4. ぐるぐる〜Himawari version〜（off vocal ver.）